# Floriheid
Floriheid is een gehucht in Bévercé, deelgemeente van de stad Malmedy in de Belgische provincie Luik. Het ligt op een heuvelrug, zo'n kilometer ten zuiden van het stadscentrum van Malmedy, op de grens van deelgemeenten Malmedy en Bévercé.
Het gehucht telt een beperkt aantal huizen. Net ten zuidwesten ligt het gehuchtje Préaix, ten westen het gehuchtje Macampagne, en een halve kilometer ten oosten het gehuchtje Difflot. Een kilometer ten zuiden ligt het gehucht Hédomont.

## Geschiedenis
Op de Ferrariskaart uit de jaren 1770 wordt hier nog geen gehucht weergeven, enkel een onbebouwd gebied met slechts een paar gebouwen.
Tijdens de Franse bezetting op het eind van de 18de eeuw was het gebied deel van het Franse departement Ourthe; daarna was het in de 19de eeuw onderdeel van de Pruisische Rijnprovincie. In 1887 werden verschillende landelijke dorpjes en gehuchtjes rond de stad Malmedy samengebracht in een nieuwe gemeente (Landbürgermeisterei) Bévercé. Binnen die gemeente werd Floriheid ondergebracht in de sectie (Landgemeinde) Géromont.
Na de Eerste Wereldoorlog werd het gebied met de gemeente Bévercé als deel van de Oostkantons aangehecht bij België.
Bij de gemeentelijke herindelingen werd Bévercé in 1977, met het gehucht Floriheid, bij de gemeente Malmedy gevoegd.
Deelgemeenten: Bellevaux-Ligneuville · Bévercé · Malmedy

Overige kernen: Arimont · Baugnez · Bellevaux · Bernister · Boussire · Burnenville · Chevofosse · Chôdes · Cligneval · Difflot · Falize · Floriheid · G'doûmont · Géromont · Gohimont · Hédomont · Lamonriville · Lasnenville · Ligneuville · Longfaye · Macampagne · Mé · Meiz · Mont · Otaimont · Planche · Pont · Préaix · Reculémont · Ronxhy · Warche · Winbomont · Xhoffraix · Xhurdebise

Belgische gemeenten · arrondissement Verviers · provincie Luik · Wallonië